# Artūras Rimkevičius
Artūras Rimkevičius (Kaunas, 14 aprile 1983 – Kaunas, 23 settembre 2019) è stato un calciatore e giocatore di calcio a 5 lituano, di ruolo attaccante.

## Biografia
È morto suicida il 23 settembre 2019, all'età di 36 anni. Il corpo del calciatore è stato trovato la mattina seguente nella sua casa di Ramučiai, villaggio del distretto di Kaunas: vicino ad esso giaceva una pistola, detenuta illegalmente

## Carriera

### Club
Il 13 settembre 2012 realizza 6 reti contro l'Atlantas, trasformando anche due calci di rigore: la partita finisce sul 6-0. Il 7 ottobre segna una quaterna contro il Tauras (7-2). Il 3 novembre sigla una tripletta ai danni del Dainava (3-3).
Nel 2012 ha vinto il titolo di capocannoniere del campionato lituano mettendo a segno 34 reti.
È stato riportato che abbia firmato un pre-contratto per unirsi agli scozzesi Hearts a gennaio 2013.

### Nazionale
Ha esordito con la nazionale lituana a 27 anni nella gara di Coppa del Baltico contro la Lettonia, entrando al 72' al posto di Darvydas Šernas. Due giorni dopo mise a segno il suo primo gol, sempre entrando dalla panchina, stavolta contro l'Estonia.
Il 14 novembre 2012 mise a segno la sua prima doppietta nell'amichevole persa contro l'Armenia, anche stavolta entrando dalla panchina.

## Statistiche

### Cronologia presenze e reti in nazionale
| Cronologia completa delle presenze e delle reti in nazionale ― Lituania | Cronologia completa delle presenze e delle reti in nazionale ― Lituania | Cronologia completa delle presenze e delle reti in nazionale ― Lituania | Cronologia completa delle presenze e delle reti in nazionale ― Lituania | Cronologia completa delle presenze e delle reti in nazionale ― Lituania | Cronologia completa delle presenze e delle reti in nazionale ― Lituania | Cronologia completa delle presenze e delle reti in nazionale ― Lituania | Cronologia completa delle presenze e delle reti in nazionale ― Lituania |
| Data                                                                    | Città                                                                   | In casa                                                                 | Risultato                                                               | Ospiti                                                                  | Competizione                                                            | Reti                                                                    | Note                                                                    |
| ----------------------------------------------------------------------- | ----------------------------------------------------------------------- | ----------------------------------------------------------------------- | ----------------------------------------------------------------------- | ----------------------------------------------------------------------- | ----------------------------------------------------------------------- | ----------------------------------------------------------------------- | ----------------------------------------------------------------------- |
| 18-6-2010                                                               | Kaunas                                                                  | Lituania                                                                | 0 – 0                                                                   | Lettonia                                                                | Coppa del Baltico 2010                                                  | -                                                                       | 72’                                                                     |
| 20-6-2010                                                               | Kaunas                                                                  | Lituania                                                                | 2 – 0                                                                   | Estonia                                                                 | Coppa del Baltico 2010                                                  | 1                                                                       | 71’                                                                     |
| 15-8-2012                                                               | Skopje                                                                  | Macedonia del Nord                                                      | 1 – 0                                                                   | Lituania                                                                | Amichevole                                                              | -                                                                       | 79’                                                                     |
| 11-9-2012                                                               | Pireo                                                                   | Grecia                                                                  | 2 – 0                                                                   | Lituania                                                                | Qual. Mondiali 2014                                                     | -                                                                       | 56’ 59’                                                                 |
| 12-10-2012                                                              | Vaduz                                                                   | Liechtenstein                                                           | 0 – 2                                                                   | Lituania                                                                | Qual. Mondiali 2014                                                     | -                                                                       | 87’                                                                     |
| 16-10-2012                                                              | Zenica                                                                  | Bosnia ed Erzegovina                                                    | 3 – 0                                                                   | Lituania                                                                | Qual. Mondiali 2014                                                     | -                                                                       | 66’                                                                     |
| 14-11-2012                                                              | Erevan                                                                  | Armenia                                                                 | 4 – 2                                                                   | Lituania                                                                | Amichevole                                                              | 2                                                                       | 60’                                                                     |
| Totale                                                                  |                                                                         | Presenze                                                                | 7                                                                       |                                                                         | Reti                                                                    | 3                                                                       |                                                                         |

## Palmarès

### Club

#### Competizioni nazionali
- Campionato lituano: 2

Kaunas: 2000, 2004
- Coppa di Lituania: 2

Kaunas: 2004, 2005
- Supercoppa di Lituania: 1

Kaunas: 2004

### Nazionale
- Coppa del Baltico: 1

2010

### Individuale
- Capocannoniere della A Lyga: 1

2012 (35 gol)
- Capocannoniere della 1 Lyga: 1

2014 (26 gol)